# Adelio Pasqualotto
Adelio Pasqualotto CSJ (Novoledo de Villaverla, 26 de abril de 1950) es un eclesiástico y misionero católico italiano. Fue vicario apostólico de Napo, entre 2014 y 2023.

## Biografía
Adelio nació el 26 de abril de 1950, en la fracción territorial de Novoledo, del municipio italiano de Villaverla. Hijo de Angelo Pasqualotto y Gina de Pasqualotto.
Cursó estudios de Teología en el Instituto Teológico San Pedro de los Josefinos de Murialdo, en Viterbo.
En 2009, estuvo en cursos de formación permanente en el  Instituto Teológico de Viterbo.

### Vida religiosa
Comenzó su formación en los Josefinos de Murialdo, en los Institutos de Montecchio, Arcugnano (Vicenza) y Civezzano (Trento). 
En 1966, ingresó al noviciado en Vigone (Turín), realizando su primera profesión de votos religiosos el 27 de septiembre de 1967. Luego, realizó tres años de formación pastoral en Orduña (España). Realizó la profesión solemne el 13 de octubre de 1973.
Su ordenación sacerdotal fue el 11 de marzo de 1978.
Como sacerdote ha desempeñado los siguientes ministerios:
- Vicedirector de la comunidad en la Colegio San Pío X; vicario parroquial de S. Giuseppe en Santa Marinella y profesor en el colegio Da Mattias en Civitavecchia (1978-1983).[3]
- Animador vocacional y encargado de pastoral juvenil de los Josefinos de Murialdo, en Acquedolci (1983-1987).
- Animador de la pastoral juvenil en la parroquia de S. Giuseppe, en Lucera (1987-1988).
- Párroco de la Opera Sacro Cuore, en Rossano y director de la comunidad local (1988-1991).

En 1991 fue enviado como misionero a México y tuvo los siguientes cargos:
- Párroco de San Jorge Mártir, en San Juan de Aragón de la Ciudad de México[2] (1991-1997; 2006-2009).[4]
- Párroco de Santa Isabel de Hungría, en Hermosillo y y director de la comunidad local (1997-2008).
- Vicario provincial de la Provincia Mexicana de los Josefinos de Murialdo (2000-2006).
- Asesor espiritual diocesano del Movimiento Familiar Cristiano Católico de la arquidiócesis de México (2006-2009).[3]
- Asesor del Movimiento Cursillos de Cristiandad.[4] (2006-2009).
- Párroco de San José Obrero, en la diócesis de Aguascalientes (2010-2012).

Fue enviado a Ecuador, donde fue:
- Colaborador en las parroquias de Archidona y Loreto, en el vicariato apostólico de Napo (2013).
- Provicario del vicariato apostólico de San Miguel de Sucumbíos (2013-2014).[5]

### Episcopado
El 12 de diciembre de 2014, el papa Francisco lo nombró obispo titular de  Abthugni y vicario apostólico de Napo. Fue consagrado el 7 de marzo de 2015, en la Catedral de Tena, a manos del arzobispo Giacomo Guido Ottonello. Tomó posesión canónica el mismo día de su ordenación.
En 2019, participó del Sínodo para la Amazonia, en el que, además de temas relacionados con la acción de la Iglesia en la región, en la que se encuentra Napo, también se discutieron la preservación del medio ambiente.
El 31 de mayo de 2023, el papa Francisco aceptó su renuncia como vicario apostólico de Napo, nombrando a un administrador apostólico al mismo tiempo.